# Galerie technique

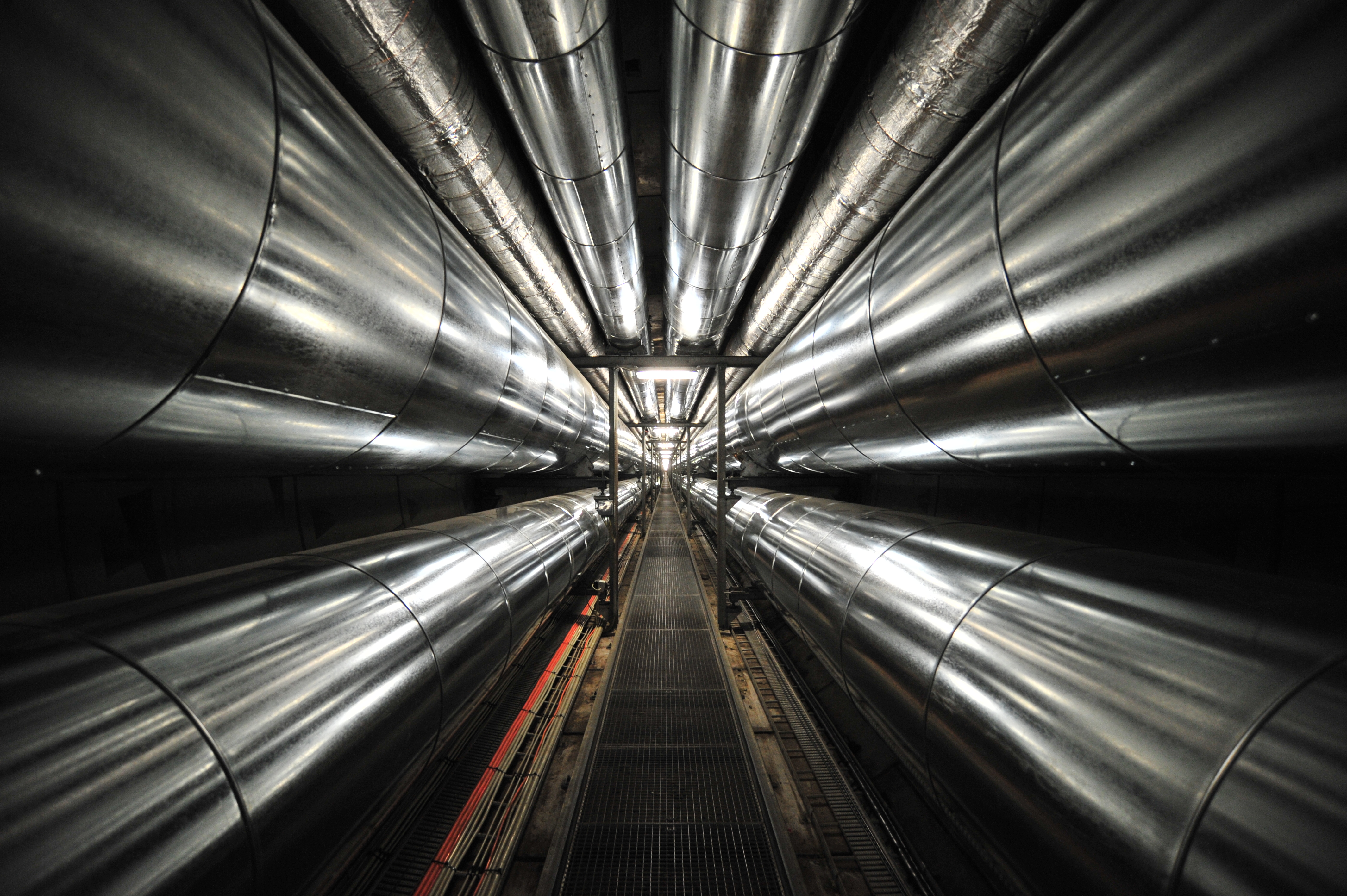
Tunnel souterrain pour tuyaux conducteurs de chaleur, situé à Copenhague, au Danemark.

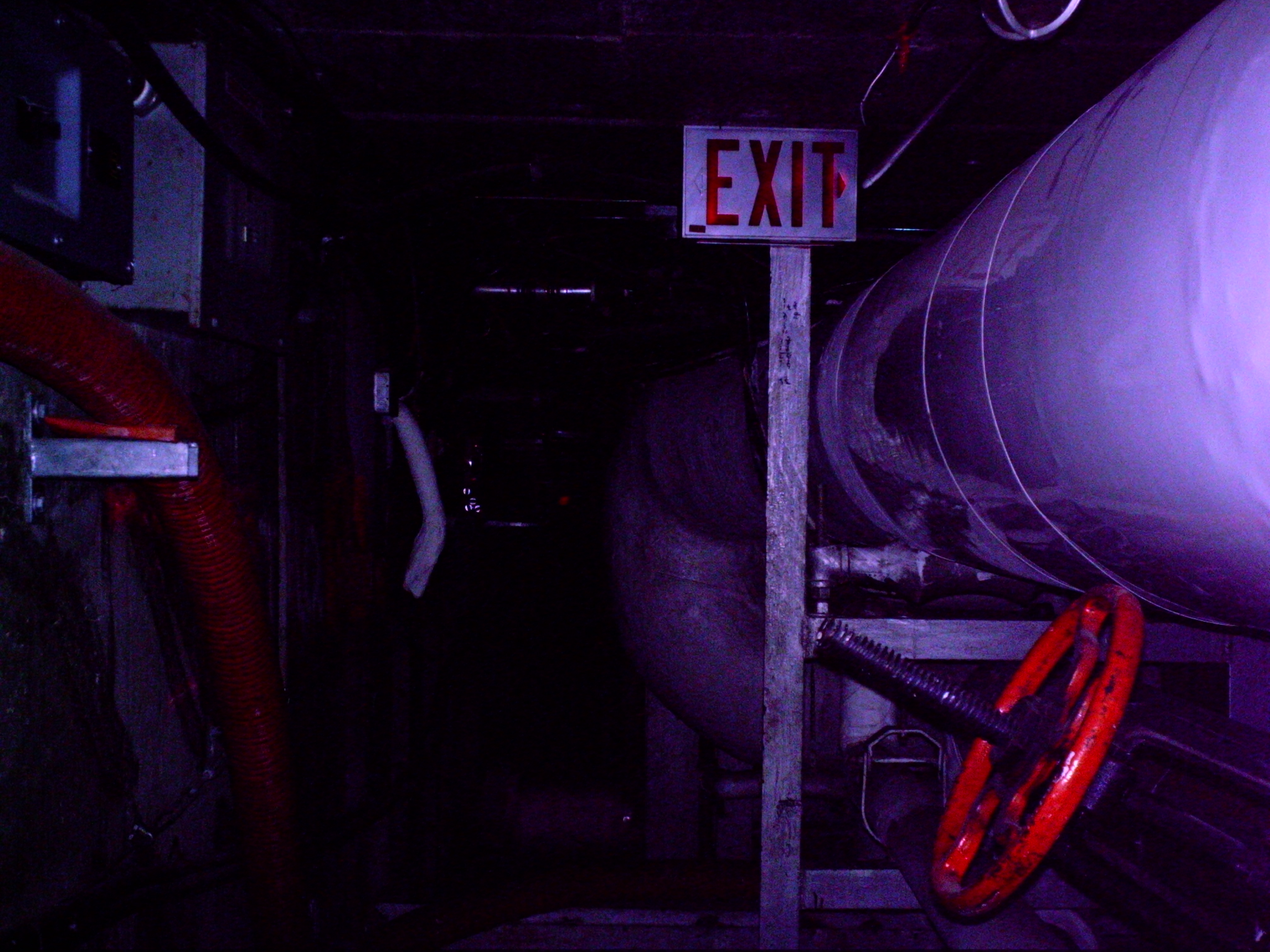
Photo d'une galerie technique prise par un explorateur urbain, à Toronto, au Canada. On peut remarquer un tuyau conducteur de chaleur et des câbles électriques.

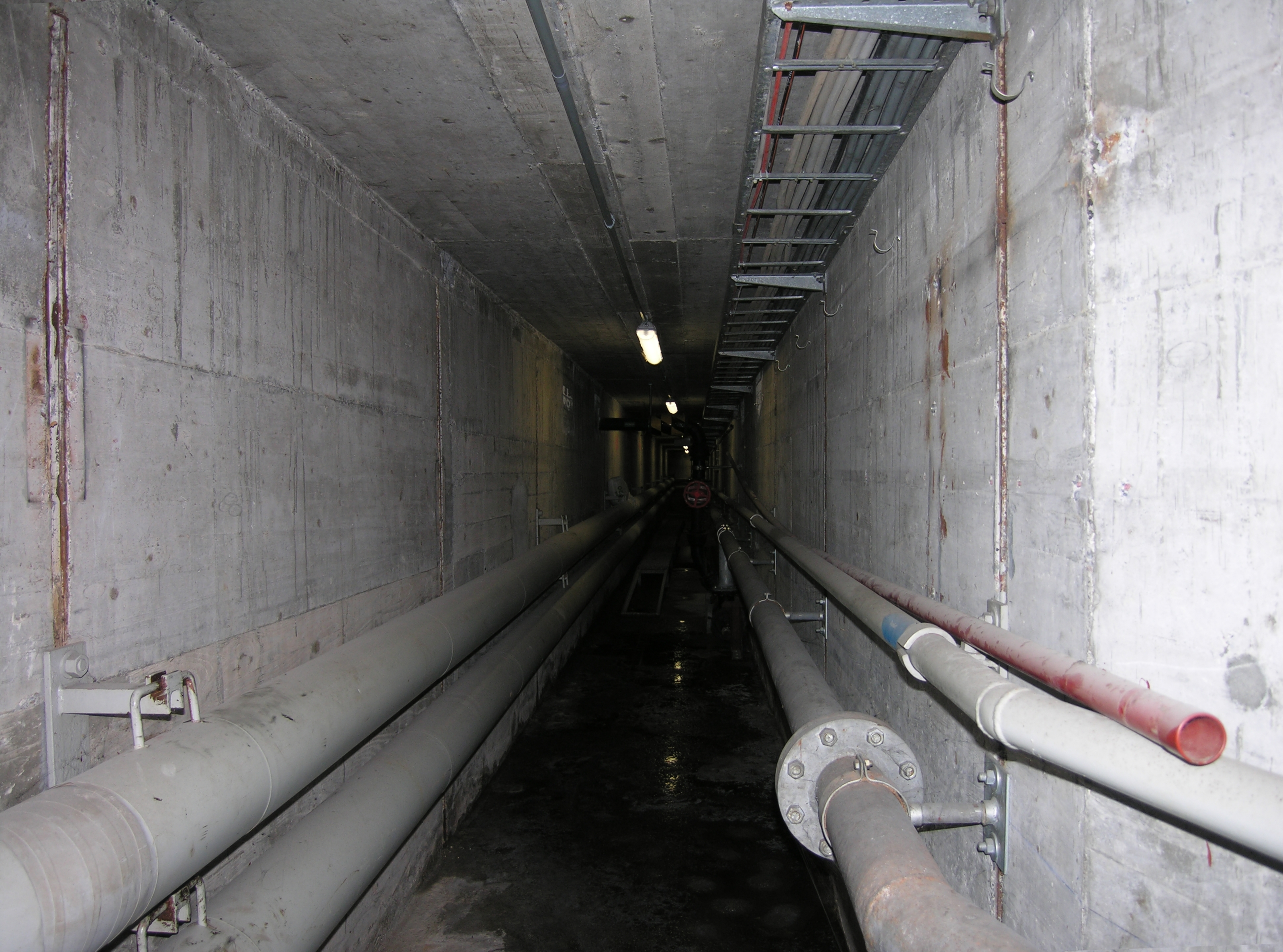
Galerie technique située au centre de Zurich, en Suisse.

Une galerie technique est une galerie souterraine, généralement bétonnée, contenant des câbles, conduits ou tuyaux approvisionnant les immeubles et structures urbaines. Assez grande pour permettre à plusieurs personnes d'y circuler, elle est une infrastructure urbaine, usuellement située entre 5 et 10 mètres de profondeur, quoique certaines puissent être beaucoup plus profondes.

Les câbles électriques et téléphoniques les plus anciens, souvent constitués de cuivre et de matières volumineuses ou fragiles, nécessitaient un entretien constant et un espace non négligeable. Au fil du XXe siècle, les infrastructures suburbaines (métro, égouts, parkings...) se sont multipliées, ce qui réduit de facto la place possible pour de nouvelles galeries techniques. Pour cette raison, la construction de ces galeries est en déclin depuis les années 1980, et les câbles électriques ou téléphoniques actuels sont plus souvent placés dans de grands tuyaux qui remplacent les anciennes galeries (lesquels tuyaux, contrairement aux galeries, ne sont pas assez larges pour que l'on puisse s'y glisser).
Le réseau de chaleur, cependant, nécessite toujours des tunnels relativement larges, d'accès facile pour les techniciens. La plupart des grandes villes possèdent un réseau complexe de galeries techniques, reliées aux souterrains des immeubles (mais séparées d'eux par un mur de béton ne laissant passer que les câbles, conduits ou tuyaux).

L'accès de ces galeries est interdit au public non autorisé, ce qui en fait un lieu de pratique de l'exploration urbaine.